# Quality of Service
Inom telekommunikation och datornätverk har Quality of Service (QoS) två närbesläktade men olika betydelser.
- I kretskopplade nätverk handlar det om sannolikheten för att lyckats initiera en kommunikationslänk med en annan källa.

- I paketförmedlande nätverk är QoS sannolikheten för att trafikförbindelser i nätverk upprätthåller en viss kvalitet, ofta handlar detta om sannolikheten för att paket lyckas skickas mellan två noder.

Begreppet kopplas även samman med servicenivåer och prioritering av olika typer av trafik. Till exempel brukar videotrafik tilldelas högre prioritet än e-posttrafik.[källa behövs] Datornätverk utan trafikprioritering brukar kallas best effort-nät, vilket skulle kunna betyda ungefär nät som gör så gott det kan.
Qos kan implementeras i tre olika lager av OSI-modellen nämligen lager 2, 3 och 4. De parametrar som bearbetas för att QoS ska nås är:
- Delay
- Delay variation (jitter)
- Loss of information
- Bit rate

Och de tekniska lösningar som resulterar QoS är:
- Over dimensioning
- Reservation
- Priority
- Admission control